# Ana Catarina de Brandemburgo
Ana Catarina (Halle an der Saale, 26 de junho de 1575 – Copenhague, 8 de abril de 1612) foi a esposa do rei Cristiano IV e rainha consorte do Reino da Dinamarca e Noruega de 1597 até sua morte. Era filha de Joaquim III Frederico, Eleitor de Brandemburgo e sua primeira esposa Catarina de Brandemburgo-Küstrin.

## Família
Ana Catarina era a segunda filha do príncipe-eleitor Joaquim III Frederico de Brandemburgo e da marquesa Catarina de Brandemburgo-Küstrin. Os seus avós paternos eram o príncipe-eleitor João Jorge de Brandemburgo e a princesa Sofia de Legnica. Os seus avós maternos eram o marquês João de Brandemburgo-Küstrin e a duquesa Catarina de Brunswick-Wolfenbüttel.

## Primeiros anos e noivado
Ana Catarina nasceu em Halle an der Saale e foi criada em Wolmirstedt.
O seu futuro marido conheceu-a durante uma viagem que fez pela Alemanha em 1595 e decidiu que se queria casar com ela. Em 1596, Ana e os seus pais estiveram presentes da coroação de Cristiano e o casamento foi arranjado no ano seguinte.

## Rainha da Dinamarca

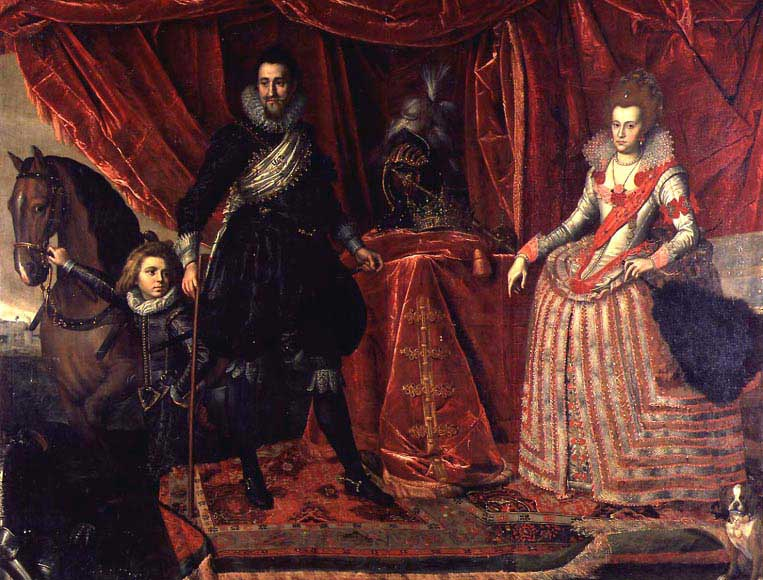
Ana Catarina com o marido Cristiano IV e o filho mais velho de ambos, Cristiano.

Ana Catarina tornou-se rainha da Dinamarca no dia 27 de Novembro de 1597, quando se casou com Cristiano IV. O casamento realizou-se no Castelo de Haderslevhus, no sul da Jutlândia no ano a seguir à coroação de Cristiano. Ana foi coroada em 1598. Juntos tiveram seis filhos, entre os quais o príncipe-eleitor Cristiano que morreu um ano antes do seu pai, e o rei Frederico III que introduziu a monarquia absoluta na Dinamarca. Outro dos seus filhos, o príncipe Ulrico, foi assassinado em 1633. Duas filhas, Sofia e Isabel, e o seu primeiro filho Frederico morreram muito novos.
Apesar de ter sido a primeira esposa do rei Cristiano IV, não se sabe muito sobre a sua vida, talvez porque não parece ter tido grande influência política. Acompanhava frequentemente o rei nas suas viagens e, na sua época, foi elogiada pela sua modéstia e fé. Não existem registos que digam se o casamento foi feliz ou não, mas o seu marido teve amantes perto do seu final, sendo a mais conhecida Kirsten Madsdatter. A construção do Castelo Rosenborg começou enquanto ela era rainha, mas não se sabe até que ponto Ana teve influência na sua construção ou na escolha de interiores. Apesar de ter uma boa relação com o arcebispo luterano, pediu que fosse um vigário calvinista a dar-lhe os últimos sacramentos no seu leito de morte.

## Descendência

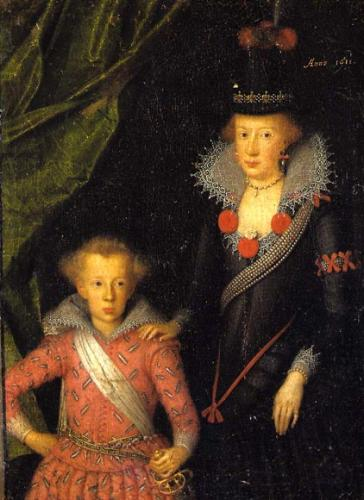
Ana Catarina, junto de seu filho o príncipe-eleito Cristiano

- Frederico da Dinamarca (15 de agosto de 1599 - 9 de setembro de 1599), morreu com menos de um mês de idade.
- Natimorto (nascido e morto em 1601)
- Cristiano, Príncipe Eleito da Dinamarca (10 de abril de 1603 - 2 de junho de 1647), casado com a duquesa Madalena Sibila da Saxónia; sem descendência.
- Sofia da Dinamarca (4 de janeiro de 1605 - 7 de setembro de 1605), morreu aos oito meses de idade.
- Isabel da Dinamarca (16 de março de 1606 - 24 de outubro de 1608), morreu aos dois anos de idade.
- Frederico III da Dinamarca (18 de março de 1609 - 9 de fevereiro de 1670), rei da Dinamarca entre 1648 e 1670; casado com a duquesa Sofia Amália de Brunsvique-Luneburgo; com descendência.
- Ulrico da Dinamarca (2 de fevereiro de 1611 - 12 de agosto de 1633); administrador do principado-bispado de Schwerin (1624–1633); sem descendência.